# 瓦氏麗脂鯉
瓦氏麗脂鯉，為輻鰭魚綱脂鯉目脂鯉亞目脂鯉科的其中一個種，為熱帶淡水魚，分布於南美洲巴西Várzea河流域，體長可達8.3公分，棲息在水質清澈、水流湍急、沙石底質的溪流，生活習性不明。

## 扩展阅读
- 維基物種上的相關：瓦氏麗脂鯉